# Cymbopogon iwarancusa
Cymbopogon iwarancusa là một loài thực vật có hoa trong họ Hòa thảo. Loài này được (Jones) Schult. mô tả khoa học đầu tiên năm 1824.